# Jan Rejecki
Jan Bernard Rejecki (ur. 20 sierpnia 1912 w Końskich, zm. 16 kwietnia 1940 w Katyniu) – podporucznik, pilot rezerwy, polski lekkoatleta, ofiara zbrodni katyńskiej.

## Życiorys
Syn Bolesława i Natalii z Majewskich. Uczeń Państwowego Gimnazjum im. św. Stanisława Kostki w Końskich, gdzie złożył egzamin maturalny w 1934. W okresie gimnazjalnym zajmował się modelarstwem, a następnie działał w Kole Szybowcowym. W uznaniu zasług położonych na rzecz lotnictwa został wyróżniony Brązową Odznaką Honorową Ligi Obrony Powietrznej i Przeciwgazowej, nadaną przez Zarząd Główny w Warszawie 13 maja 1933. Absolwent Kursu w Szkole Szybowcowej w Polichnie, gdzie uzyskał dyplom pilota szybowcowego kat. „B” z uprawnieniami instruktora I stopnia w dniu 11 sierpnia 1933. Instruktor na szybowisku w Baryczy k. Końskich. Harcerz, redaktor pisma szkolnego „Młoda Myśl” i zastępca przewodniczącego Samorządu Szkolnego. Po maturze w 1934 przeszedł szkolenie wojskowe w Łodzi, a w 1935 został na własną prośbę skierowany na szkolenie do Szkoły Podchorążych Rezerwy Lotnictwa w Dęblinie, którą ukończył w stopniu kaprala podchorążego rezerwy pilota w 1936. W dniu 1 stycznia 1937 mianowany do stopnia podporucznika pilota. W 1936 rozpoczął naukę w Studium Wychowania Fizycznego Uniwersytetu Poznańskiego.
Zawodnik AZS Poznań. Halowy mistrz Polski w skoku w dal z miejsca i wicemistrz Polski w sztafecie 6x50 metrów (oba tytuły w 1937). Piąte miejsce w biegu przez płotki na 110 m na Lekkoatletycznych Mistrzostwach Polski w Poznaniu w lipcu 1939. Ogółem zdobył w różnych zawodach sportowych 7 złotych medali oraz 12 dyplomów za zajęcie pierwszego miejsca. W 1939 ukończył studia i odbył ćwiczenia wojskowe. W dniu 1 lipca 1939 podjął pracę na stanowisku referenta Wychowania Fizycznego w 3 pułku lotniczym w Poznaniu-Ławicy. Dostał kartę mobilizacyjną do tego pułku. Odznaczony Odznaką Pilota We wrześniu 1939 brał udział w bitwie nad Bzurą. Latał bojowo w składzie 33 eskadry obserwacyjnej, pilotując samoloty RWD-14 Czapla, należące do lotnictwa Armii „Poznań”. Z rozkazu dowódcy 16 września 1939 odleciał znad Bzury, lądując przymusowo z powodu braku paliwa w rejonie Lublina.
W rejonie Kowla na Wołyniu, został aresztowany przez NKWD. Więziony był w obozie w Kozielsku. Przesłał stamtąd kartę pocztową do rodziny i list do narzeczonej. Zamordowany w Katyniu w 1940. Nazwisko Jana Rejeckiego figuruje na liście wywozowej NKWD nr 036/3 z dnia 16 kwietnia 1940 r., poz. 57. Podczas ekshumacji zbiorowych mogił w Katyniu w 1943 zwłoki Jana Rejeckiego zostały zidentyfikowane i zarejestrowane pod numerem AM 3694. Decyzją Ministra Obrony Narodowej RP z dnia 5 października 2007 został pośmiertnie awansowany na stopień porucznika-pilota Wojska Polskiego.